# NGC 7725
NGC 7725 (również PGC 72025) – galaktyka soczewkowata (S0), znajdująca się w gwiazdozbiorze Wodnika. Odkrył ją William Herschel 20 września 1784 roku.